# Charles Bigonet
 (juin 2014).
Si vous disposez d'ouvrages ou d'articles de référence ou si vous connaissez des sites web de qualité traitant du thème abordé ici, merci de compléter l'article en donnant les références utiles à sa vérifiabilité et en les liant à la section « Notes et références ».
Charles Bigonet, né le 11 juillet 1877 à Paris et mort dans cette même ville le 21 juin 1931, est un sculpteur français.

## Biographie
Charles Bigonet est élève de Louis-Ernest Barrias et d'Henri Bouchard à l'École des beaux-arts de Paris.
Il obtient une médaille de 3e classe au Salon des artistes français de 1909 et le prix Abd-el-Tif en 1912. Son œuvre se présente sous la forme de sculptures et études de types ethniques, Mozabites, Berbères ou Tziganes qui s'apparentent à la beauté antique.
Il réalise des ensembles monumentaux comme le Monument à Galland à Alger, le Monument aux morts d'Alger et le Monument du Génie colonisateur français (1930) à Boufarik.

## Œuvres dans les collections publiques
Algérie
- Alger :
  - Monument à Galland.
  - Monument aux morts d'Alger.
  - Musée national des Beaux-Arts d'Alger.
  - villa Abd-el-Tif :
    - Buste de jeune israélite ;
    - Mauresque accroupie ;
    - La Mauresque au bain.
- Boufarik : Monument au Génie colonisateur français, 1930, œuvre disparue[2].
- Oran : Monument aux morts de 14-18, ou Monument aux marins et victimes des sous-marins 14-18, 1923[3],

France
- Puteaux, Fonds national d'art contemporain.
- Roubaix, La Piscine : Au Génie colonisateur français ; Boufarik (partie droite), 1930, bas-relief en plâtre[2].

## Expositions
- Rétrospective, Boufarik, 1931.
- Musée de Tunis[Lequel ?][Quand ?].